# Anthony Merchant
Pour les articles homonymes, voir Merchant.
Evatt Francis Anthony "Tony" Merchant (né en 1944) est un avocat, homme d'affaires et politique provincial canadien de la Saskatchewan. Il représente la circonscription de Regina Wascana à titre de député du Parti libéral de la Saskatchewan de 1975 à 1978.

## Biographie
Né à Yorkton en Saskatchewan, il étudie les arts et le droit à l'Université de la Saskatchewan, ainsi que l'administration à l'Université de Regina. Admis au barreau de la Saskatchewan en 1968, il intègre également les barreaux de l'Alberta en 1976, de la Colombie-Britannique en 1977 et de l'Arizona en 1987. Il est régulièrement chroniqueur dans une émission radiophonique sur la chaîne de la CBC.
Il est cité dans l'affaire des Panama Papers en avril 2016, en tant qu'actionnaire ou directeur de sociétés extraterritoriales.

## Carrière politique
Élu député libéral provincial à l'Assemblée législative de la Saskatchewan en 1975, il se présente à la course à la chefferie libérale de 1976. Défait par Ted Malone, il ne se représente pas en 1978.
Il est sans succès candidat libéral dans la circonscription fédérale de Regina-East en 1979 et en 1980, ainsi que dans Palliser en 1997.

## Récompenses
En 2007, il est nommé meilleur avocat de Regina par le Prairie Dog Magazine. Il est aussi promu au Conseil de la Reine en 1995.

## Famille
Merchant grandit dans une famille de cinq génération d'avocat en plus d'avoir trois fils également avocats. Il perd son père peu après sa naissance alors que celui-ci est tué durant les hostilités marquant la fin de la Seconde Guerre mondiale. Sa mère Sally Merchant siège à l'Assemblée législative de la Saskatchewan à titre de députée libérale de Saskatoon City de 1964 à 1967. Son grand-père, Vincent Reynolds Smith, siège également comme député libéral de Yorkton de 1934 à 1938. Sa nièce, Amanda Lang, est journaliste de l'actualité économique canadienne. Enfin, sa compagne Pana Merchant a siégé au Sénat du Canada de 2002 à 2017.